# Quartetto (Zecchino d'Oro)
Quartetto è un brano musicale diventato celebre per essere stato il brano a vincere la prima edizione dello Zecchino d'Oro. Il testo fu scritto da Franco Izzi, mentre la musica composta da Angelo Bignotti. Il brano fu interpretato da Giusi Guercilena (12 anni), che ha continuato poi la carriera di cantante.